# Dioscorea marginata
Dioscorea marginata är en enhjärtbladig växtart som beskrevs av August Heinrich Rudolf Grisebach. Dioscorea marginata ingår i släktet Dioscorea och familjen Dioscoreaceae. Inga underarter finns listade i Catalogue of Life.